# Fischer László (zenész)
Fischer László (?–) magyar gitáros, dalszerző.

## Kedvelt gitárosai, gitárzenéi
Ritchie Blackmore (Deep Purple)
Hank Marvin (The Shadows)
Jimmy Page (Led Zeppelin)
Steve Lukather (Toto (együttes))
Neal Schon (Journey)
Foreigner
Kansas (együttes)
Boston (együttes)
Styx (együttes)
Autodidakta módon, rá egyedileg jellemző, saját stílusát kialakítva gitározik.

## Gitározásának jellemzői
Élő koncerteken elektromos gitáron játszik.

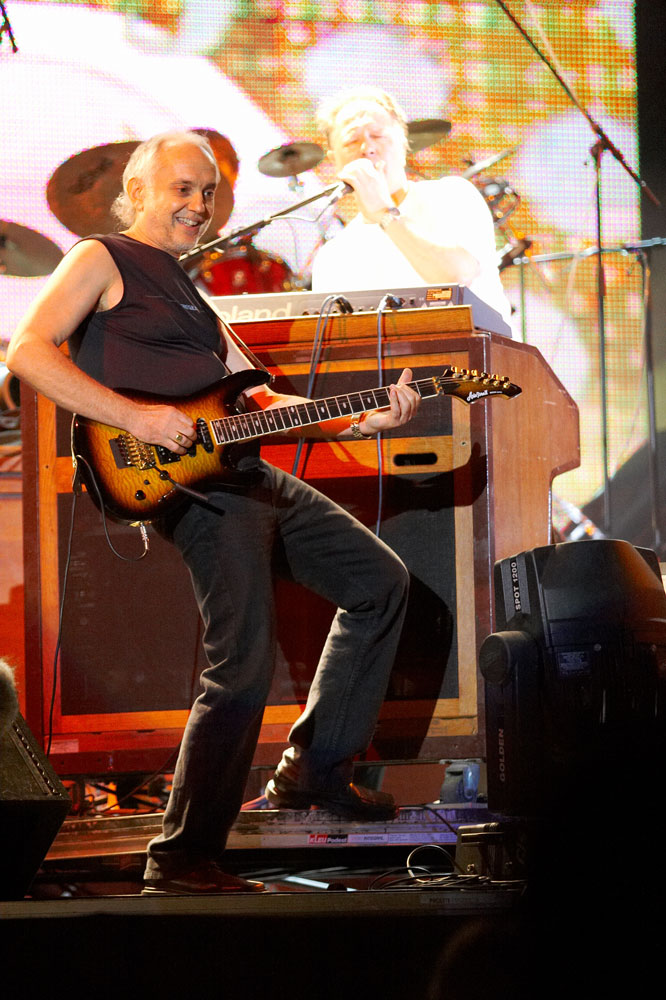
Fischer László, Kisstadion, 2006.08.25. Korál koncert 01

### Gitár hangszínei
Három hangszínt használ.
1.) Kísérethez, akkordozáshoz egy tiszta, kórusos, zengetettet.
Például: "Tékozló fiú" bevetője
2.) Torzított kíséret.
Felváltva használja:
- a klasszikus kvintes torzított kíséretet,
Például: "Szeretet koldusai" verse torzított kísérete
- vagy a letisztultabb, direktebb hangzás miatt ritmizálva, egy torzított hangot - gyakran tompítva -, pengetve kísér.
Például: "Ne állj meg soha" egy torzított hangon kísérete
3.) Torzított szóló.
Gitárszóló hangszínét az erőteljesebb torzítás után kórussal, visszhanggal és zengetővel is díszíti.

### Főbb szóló technikái
Szólóit 99%-ban rá jellemzővé a gyakran és egyedileg használt húrnyújtással és a nyújtott húrok megfelelő pengetésével éri el.
A továbbiak:
A húr megpengetése után, szinte azonos pillanatban hüvelyk ujjának ujjbegyével tompít. A húron ilyenkor a lefogott alaphang és – vagy annak felharmonikusa szólal meg. A torzítás miatt ez egyedi, síró hangot ad.
Stúdióban kétszer feljátszik 99% azonosan egy kíséretet (Például: "Fekete bárány" stúdió verse kísérete vagy "Tudom én is megnyugodnék" stúdió bridge-e) vagy szólót (Például: "Amikor mellettem vagy" díszítése). A végső keverésnél a több gitár szólam összessége szinte egynek hallatszik. A duplázással még vastagabbá teszi a szóló hangzását.
1994-től a Floyd Rose-os kart is használja vibrátónak. A hosszan kitartott hangoknál erősítője gerjedési frekvenciájára áll rá. Ott tartva hosszú – akár több 10 másodperces -, lecsengésű hangon siratja a húrt.
A „Homok a szélben” kezdő gitár bevezetését Fischer előre megírta. Egyedi dallamvilága és nyújtásai miatt az intró első 3 másodpercéből a dal felismerhető és csak erre a dalra jellemző.
Koncerteken a stúdióban már feljátszott, tőle megszokott szólóit hangról – hangra, óramű pontossággal és ízzel játssza. Élőben a kötelező, előre megírt rész után megörvendezteti a hallgatóságot egyedi, egyszeri és megismételhetetlen improvizációival.
Saját skáláján az arpeggiót, és a tappinget rendszeresen használja.
Stúdióban szólói alatt van, hogy saját magát kíséri.
A Korál koncerteken egyedül látta el mind a kísérő, mind a szóló gitáros feladatot.

### Színpadon a Korállal
Balázs Fecó a dalok lejátszása alatt a billentyű állást, csak pillanatokra tudta elhagyni. A dobos helye szintén kötött.
A Korál legnagyobb sikerei idején 1978-tól 1985-ig a koncert színpadon Fischer a középső muzsikus. Szólóinál - a közönséggel való legközelebbi kapcsolatra törekedve -, a színpad elejére jön. Gitár szólója közben a monitor hangfalon támasztja egyik lábát. Vagy a színpad legelején, nagy terpeszben áll.
Ezt színesebbé teszi a basszusos Scholler Zsolt, majd Fekete „Samu” Tiborral "gitár-kardozással".
A dalok előadása közben a zenésztársak és a közönség lelkesítése és a velük való kapcsolattartás miatt „felszántja” a színpadot.
A számok végének pontos befejezésének elősegítésére a ritmus szekció vezetőjével: Pados Istvánnal vagy Dorozsmai Péterrel létesít szemkapcsolatot.

## Hangszerei

### Gitár
1970 – 1973. Fender Stratocaster. Sunburst.
1973 – 1994. Gibson L6-S.
Juhar test, ragasztott nyak, két humbucker hangszedő, Grover hangolókulcsok.
A Korál legnagyobb sikereit, 1978 – 1985-ig összes lemezét, és koncertjét ezzel játszotta.
1994 – 2012.
Aria Pro II. MA-28G, superstrat. 
Éger test, juhar nyak, rózsafa fogólap.
24 érintős, csavarozott nyak.
Humbucker, single, single, Seymour Duncan hangszedők.
Floyd Rose tremolo a hozzá tartózó nyaki satuval.
Aranyozott szerelékek, Gotoh hangolókulcsok.
2013. –
Ibanez RG 300-as sorozat.
A nyaknál és a húrlábnál lévő Humbucker hangszedők DiMarzio-ra illetve a tartalék gitárnál Seymour Duncan-re cserélve.
Floyd Rose kar, nyaki satuval.

### Erősítő
1970 - 1972. Laney 1x12” hangszórós gitár kombó.
1972 – 1973. Fender Super Six Reverb.
1974 – 2000. Csöves, 50W-os Marshall fej. A hozzá tartozó 4x12” Celestion hangszorós Marshall ládával.
2000 – 2006. Marshall Valvestate combo. Nagyszínpados koncertekre kiegészítve egy vagy több 4x12” Marshall hangfallal.
2006 -  Line6 Spider combo.

## Zenekarai
1972. Nevada
1973 – 1975. Beatrice
1978 – 1985, 1997 - 2018. Korál
2006 – 2008. Tunyogi Rock Band
2009 – 2016. Zöld, a Bíbor Band
2010 – 2018. Korál Forever Band
2010 – 2015. Balázs Fecó Band

## Diszkográfia
A Korál együttessel:

### Kis lemezek
1978. Van Egy Őszinte Dal / Válaszra Várva
1980. A Kőfalak Leomlanak / Ne Állj Meg Soha
1981. Nincs Búcsúzás / Amikor Mellettem Vagy
1981. Korál: Homok A Szélben / Láma: Ritmust!
1997. Anyám, Vígasztalj Engem / Hazafelé (CD, promo, Maxi-Single, Kisstadion)
- - - - - - - - - - - - - - - - - - - - - - - - - - - - - - - - - - -
1985. Impresszió együttes: Elindulnék / Varázsolj el!

### Nagy lemezek / CD-k
1980. Korál
1982. A túlsó part
1984. Az óceán
1985. Korál IV. (1985-ig megjelent Korál kislemezek, nagylemezre gyűjtve.)
1991. Kőfalak (Válogatás)
1993. Homok a szélben (Válogatás)
1993. Balázs Ferenc és a Korál
1997. Maradj velem (Szimpla, válogatás az 1997-es Kisstadion koncert élőfelvételéből.)
1997. Maradj velem (Dupla, az 1997-es Kisstadion koncert összes dala.)
2006. Ne állj meg soha
2012. Korál IV. dalai CD-n, + Taurus bónusdalok.
2018. Amikor vége, az utolsó dalnak is (Koncert felvétel)
2021. Balázs Fecó és a Korál: Legszebb dalaink
--------------------------------------------------
2012. Zöld, a Bíbor Band: Holnaptól…

## Arany lemezek
1980. Korál
1982. A túlsó part
1997. Maradj velem (Dupla, az 1997-es Kisstadion koncert összes dala.)

## Főbb koncertek
1978. Budai Ifjúsági Park, május 1. Korál bemutatkozó koncert.
1978. - 1985. Évente kb. kétszáz koncert.
Németország, Svájc, Jugoszlávia, Kuba.
1982. Kisstadion
1983. Budai Ifjúsági Park, május 1.
Magyarországon rendszeres fellépői a Budai Ifjúsági Parknak, a Tabáni (május 1.) zenei fesztiválnak.
1986 után, megszakításokkal, Sitkén –a Korál zenekarból Balázs Fecó jótékonysági kezdeményezésére -, a Kálvária-kápolna felújítását segítő, évenkénti, augusztus végi [[Sitkei Rockfesztivál|rock fesztivál]].
1997. Kisstadion, szeptember 19.
1999. Budapest Sportcsarnok.
2000. Kisstadion. "Amit nem mondhattam el"
2005. Radics Béla emlékkoncert, Petőfi Csarnok (Radics tiszteletére összeállt zenekarral.)
2006. Kisstadion, Korál lemezbemutató koncert, augusztus 25-én.
2007. Papp László Budapest Sportaréna, Rockaréna rockfesztivál, február 3.
2010. Népstadion Kert, StarGarden fesztivál, június 5.
2014. Országos többállomásos turné.
2018. Papp László Budapest Sportaréna, május 5-én.

## Elismerések
- 1978. Az Év Zenekara cím
- 1981. A Tánc- és Popdalfesztiválon a „Homok a szélben” című dallal harmadik helyezés, közönség díj (Jegyzet 1)
- 1997. évi eMeRTon-díj: Az év rock koncertje: A Korál Kisstadionban tartott koncertje
- 2017. augusztus 20. A Magyar Érdemrend Lovagkeresztje